# Ereptonema arcticum
Ereptonema arcticum är en rundmaskart som beskrevs av Loof 1971. Ereptonema arcticum ingår i släktet Ereptonema och familjen Plectidae. Inga underarter finns listade i Catalogue of Life.